# Лиен Рајмс
Маргарет Лиен Рајмс Сибријан (енгл. Margaret LeAnn Rimes Cibrian, Џексон, 28. август, 1982) америчка је певачица, текстописац глумица и ауторка. У музичкој индустрији постала је позната након што је са тринаест година обрадила песму Blue, Била Мека и тако постала најмлађа кантри звезда још од Тање Такер 1972. године.
На сцени кантри музике појавила се 1996. године када је објавила дебитантски албум Blue, који је био на првом месту америчке музичке листе Top Country Albums и додељен му је мулти-платинасти сертификат за продају од стране Америчког удружења дискографских кућа. Истоимени сингл албума постао је хит у Сједињеним Државама, Рајмсова је стекла међународно признање за објављивање албума и за своје вокалне сличности са америчком кантри певачицом Петси Клајн. Када је 1997. године објавила свој други студијски албум, под називом You Light Up My Life: Inspirational Songs кренула је ка кантри поп музичком жанру, који је утицао на тренд низа албума објављених у наредној деценији.
Рајмсова је освојила многе награде, укључујући две Греми награде, три АЦМ награде, дванаест Билборд музичких награда и једну Америчку музичку награду. Објавила је десет студијских и три компилациона албума, као и два албума највећих хитова, један од њих објављен је у Сједињеним Државама, а други на међународном нивоу, преко издавачке куће Curb records. Објавила је преко четрдесет синглова који су се нашли на америчким и међународним музичким листама од 1996. године. Рајмсова је продала преко 37 милиона албума широм света, са 20,8 милиона продатих у Сједињеним Америчким Државама. Часопис Билборд рангирао је Рајмсову на седамнаесто место најбољих уметника током деведесетих и двехиљадитих година. Рајмсова је такође написала четири књиге, две новеле и две књиге за децу. Њен хит сингл How Do I Live рангиран је као најуспешнија песма деведесетих година по магазину Билборд.

## Биографија
Маргарет Лиен Рајмс Сибријан рођена је 28. августа 1982. године у Џексону, Мисисипи. Она је једино дете Вилбура Рајмса и Белинде Батлер. Породица се преселила у Гарланд у Тексасу, када је Рајмсова имала шест година. Похађала је часове певања и плеса, а када је имала пет година наступала је на локалним такмичењима за младе таленте. Каријеру је започела у позоришту, наступала је у Даласу у  и замало освојила главну улогу у представи Ани на Бродвеју. Појавила се у музичкој емисији Star Search где је била недељна шампионка, а и више пута на кантри фестивалу музике у Арлингтону у Тексасу, где је привукла пажњу националних скаута за младе таленте.
Када је имала девет година, имала је више искуства у певању него већина деце певача њених година. Са оцем је гостовала на националној телевизији, а такође је редовно изводила песму The Star Spangled Banner пре почетка утакмица америчког фудбала, клуба Далас каубојси. Вилбур Рајмс почео је да снима песме своје ћерке под независном издавачком кућом Nor Va Jak, када је она имала једанаест година. У периоду од 1991. до 1996. године Рајмсова је објавила три албума. Њен музички таленат открио је диск џокеј и музички промотер Били Мек, који је био импресиониран њених вокалним способностима, а наредне три године покушао је да изведе Рајмс на прави пут у музичкој индустрији. Меков план за успех Рајмсове била је нумера Blue, која је доживела комерцијални успех. У јулу 1994. године Рајмсова је снимила песму за свој албум под називом .
У мају 2000. године Рајмсова је тужила свог оца Билбурга и њеног бившег менаџера Лила Волкра у Даласу, тврдећи да су од ње преузели седам милиона долара у претходних пет година. Рајмсова је такође тврдила да су обојица зарађивали велику своту новца и искористили њену издавачку кућу Asylum-Curb како би стекли финансијску корист. На суду, певачица је тражила неодређену штету, јер њен адвокат није био сигуран колико је новца изгубљено у претходних пет година. Према адвокату певачице, њена мајка је ангажовала двојицу рачуновођа који су истражили за колико је она новца оштећена, а процењено је да је та цифра 8 милиона долара, од ауторских хонорара. Године 2002. њена тужба је била поравнана под непризнатим условима, а са оцем се помирила непосредно пре венчања. У новембру 2000. године Рајмсова је поднела другу тужбу, против компаније Asylum-Curb. Желела је да се ослободи уговора који су у њено име потписали њени родитељи, када је била малолетна, 1995. године. Такође је желела да њена компанија има права на њену музику, видео рад и остале ауторске радове. Део Рајмсових правних спорова био је завршен у децембру 2001. године, када је Asylum-Curb направила нови уговор са њом.
Током правних поступака које је водила, Рајмсова је започела емотивну везу са плесачем Дином Шерметом. Пар се упознао током гостовања на Академији за кантри музику 2001. године.  Венчали су се 2002. године, а растали у јулу 2009. док су у септембру исте године објавили да се разводе. Формално су се развели 19. јула 2009. године, након што је Шермет поднео документа за развод. Њен брак је завршен разводом, након писања медија о њеној ванбрачној вези са глумцем Едијем Сибријаном, са којим је била док је радила на филму Поларна светла. У јуну 2010. године Рајмсова је истакла да је одговорна за свој развод, али да не жали због тог исхода. Дана 27. децембра 2010. године часопис Билборд објавио је информацију да су се Рајмсова и Сибријан венчали 22. априла 2011. године у приватном дому у Калифорнији.
Дана 29. августа 2012. године Рајмсова је започела лечење од анксиозности и стреса.

## Музичка каријера

### 1996: Афирмисање на музичкој сцени
Након потписивања уговора са издавачком кућом Curb Records, Рајмсова је снимила нову верзију песме Blue за њен истоимени албум. Ипак, певачица је за Би-Би-Си у октобру 2016. године изјавила да је дискографска кућа случајно пустила верзију песме Blue, коју је Рајмсова снимила као једанаестогодишњакиња. Иако стара верзија, песма Blue била је на десетом месту Билбордове музичке листе . Албум  објављен је 9. јула 1996. године, а на њему се налази тринаест песама кантри жанра. Албум је продат у 123.000 примерака током прве недеље од објављивања, а био је на првом месту листе Top Country Albums и дебитовао на трећем листе Билборд 2000. Продат је у четири милиона примерака у Сједињеним Државама, а укупно у осам милиона широм света. На сајту AllMusic истакнуто је да је албум „предиван” и да би могао да инспирише тинејџере да крену да се баве музиком. На албуму се нашао сингл One Way Ticket (Because I Can) који је био први на листи Billboard Country, 1996. године. Такође је објавила дуетски сингл са Едијем Арнолдом под називом The Cattle Call. Остали албумски хитови укључују песме The Light in Your Eyes и нешто мање успешну Hurt Me. Албум је доживео комерцијални успех и добио велики број музичких награда. Године 1997. Рајмсова је постала најмлађа особа која је добила Греми награду у категоријама за „Најбољег новог уметника” и  „Најбољу женску вокалну кантри изведбу”, за песму Blue. Рајмсова је била прва музичарка кантри музике која је победила у категорији за „Најбољег новог уметника”. Исте године освојила је и Хоризон награду за „Најбољег новог уметника године” и постала најмлађа особа која је икада номинована и освојила награду Кантри музичке асоцијације.

### 1997—2001: Светски успех
Године 1997. Рајмсова је објавила компилацијски албум Unchained Melody: The Early Years. Албум се састоји од углавном ремикс песама, жанра од кантри до попа, укључује песме које су оригинално снимили Битлис, Витни Хјустон, Бил Монро и Доли Партон. Певачицина верзија песме Unchained Melody постала је хит у Сједињеним Америчким Државама почетком 1997. године и утицала је на повећање продаје албума. У јуну 1997. године Рајмсова се појавила на Дизни каналу у емисији под називом LeAnn Rimes in Concert. У септембру 1997. године певачица је објавила студијски албум под називом You Light Up My Life: Inspirational Songs, а на њему се налазе песме попут Clinging to Saving a Hand и Amazing Grace. Такође, албум садржи римејкове поп песама као што су You Light Up My Life и The Rose. You Light Up My Life: Inspirational Songs продат је у четири милиона примерака у Сједињеним Државама, а додељен му је четвороструки мултиплатинасти сертификат од стране Америчког удружења дискографских кућа. На албуму се такође нашла проширена верзија сингла How Do I Live, која је била поп хит, друга на америчкој музичкој листи Билборд хот 100. How Do I Live поставила је рекорд тако што је бил сингл са најдуже времена у историји на листи Билборд хот 100, укупно шездесет и девет недеља. Дана 3. октобра Рајмсова је објавила новелу под називом Holiday in Your Heart у сарадњи са Тимом Картером.
Трећи студијски албум под називом Sittin' on Top of the World Рајмсова је објавила у мају 1998. године. Албум је у савременом поп жанру, средњег темпа. На њему се налази материјал који су написали Карол Бајер и Дејвид Фостер. Албум такође укључује ремиксе песама, укључујући Purple Rain од Принса, који је продуцирао певачицин отац. Албум је добио мешовите оцене, сајт AllMusic доделио му је две од пет звездица. У часопису Ролинг Стоун истакнто је да је нови албум Рајмсове у популарнијем стилу од албума Мараје Кери и Селин Дион.  Након објављивања, Sittin' on Top of the World дебитовао је на другом месту листе Top Country Albums и трећем месту листе Билборд 200, а продат је у више од милион примерака у Сједињеним Државама и додељен му је платинасти сертификат од стране Америчког удружења дискографских кућа. Четврти студијски албум под називом , певачица је објавила у октобру 1999. године, а албум обухвата обраде песама као што су Crazy, I Fall to Pieces и She's Got You, као и обраду песаме Мартина Робинса, Don't Worry. На веб-сајту AllMusic истакнуто је да је нови албум Рајмсове бољи од њених претходних. Албум је доживео велики комерцијални успех и дебитовао је на првом месту листе Top Country Albums, као и на осмом месту листе Билборд 200. Продат је у више од милион примерака у Сједињеним Државама и додељен му је платинасти сертификат за велики број продатих примерака, од Америчког удружења дискографских кућа. Песма са албума под називом Big Deal била је водећа албумска песма и доспела на листу међу десет најбољих кантри песама у Сједињеним Државама, а била је на шестој позицији. Године 1999. Рајмсова је снимила дует са Елтоном Џоном за мјузикл Аида, под називом Written in the Stars, а песма је била четрдесета на листи Билборд хот 100.
Рајмсова је 2000. године прешла са кантри на снимање поп музике. Дана 8. марта 200. године допринела је саундтреку Jesus: Music From & Inspired by the Epic Mini Series за филм Исус. Песма I Need You објављена је као сингл на саундтреку, 18. јула 2000. године. Рајмсова је након тога имала улогу у филму Ружни којот, за који је снимила и две песме, Can't Fight the Moonlight и But I Do Love You које су се нашле на саундтреку филма. До фебруара 2002. године, песма Can't Fight the Moonlight била је једанеста на листи у Сједињеним Државама и најпродаванији сингл у Аустралији, а освојила је и Блокбастер награду у категорији за „Омиљену песму из филма”.
У јануару 2001. године издавачка кућа  објавила је још једну компилацију са песмама Рајмсове, под називом I Need You. Компилацијски албум је био на првом месту музичке листе Top Country Albums, као и на десетом месту листе Билборд 200, а добио је углавном негативне критике. Иако је албум добио слабе оцене и углавном негативне критике, његова продаја је ишла добро и додељен му је златни сертификат од стране Америчког удружења дискографских кућа. Средином октобра 2001. године издавачка кућа  објавила је још једну компилацију песама Рајмсове, под називом God Bless America, посвећену Сједињеним Државама, а поводом напада 11. септембра 2001. године. Истоимена трака објављена је као сингл, као и песме The Lord's Prayer и The Sands of Time.

### 2002—2004: Објављивање нових албума
У марту 2002. године Рајмсова је поново издала албум I Need You са девет песама које су првобитно објављене на албуму, проширене верзије песмама You Are и Light the Fire Within коју је отпевала на Зимским олимпијским играма 2002., у Солт Лејк Ситију. Након тога у октобру 2002. године, певачица је објавила свој пети студијски албум под називом . Након борбе за менаџерском контролом албума, Twisted Angel је постао први албум који је издала издавачка кућа Rimes и први који није продуцирао отац од певачице, већ извршни директор издавачке куће. Месец дана након објављивања албума, додељен му је златни сертификат од стране Америчког удружења дискографских кућа Албум је добио углавном негативне критике, укључујући и оне од часописа Ролинг Стоун и веб-сајта AllMusic.  био је на трећем месту листе Top Country Albums и дванаестом месту листе Билборд 200. Водећи албумски сингл под називом Life Goes On нашао се на деветом месту листе Hot Adult Contemporary. Други албумски сингл Suddenly био је на четрдесет и трећем месту листе US Country, четрдесет и седми на листи у Уједињеном Краљевству и на педесет и трећем месту листе у Аустралији. Наредне године у јулу, Рајмсова је објавила прву књигу за децу, под називом Jag, а у новембру исте године и компилацију песама под називом . Са албума се истакле песме Blue из 1996. и Life Goes On из 2002. године. Greatest Hits био је на трећем месту листе Top Country Albums и двадесет и четвртом месту листе Билборд 200 у новембру. Са албума се истакла песма We Can која је објављена као сингл за саундтрек филма Правна плавуша 2.

### 2005—2009: Повратак кантри музици
У јануару 2005. године Рајмсова је објавила седми студијски албум под називом This Woman, њен први кантри албум после много година. Иако је албум добио мешовите оцене часописа и критичара, био је певачицин најпродаванији албум у последњих пет година, а 2005. године био је на трећем месту листе Билборд 200 и на другом месту листе . Продат је у више од 100.000 примерака током прве недеље од објављивања, а додељен му је златни сертификат у Сједињеним Државама 2005. године, након више од 500.000 продатих примерака широм света. На албуму су се нашли синглови Nothin' 'Bout Love Makes Sense, Probably Wouldn't Be This Way и Something's Gotta Give, а сви су били међу пет најбољих кантри песама на листи у Сједињеним Државама, између 2005. и 2006. године. За албум, Рајмсова је номинована за Греми награду у категорији за „Најбољу женску вокалну кантри изведбу”, за песму Something's Gotta Give. Такође је номинована на Америчким музичким награда у категорији за „Омиљену музичарку кантри музике” . Године 2006. Рајмсова је снимила обраду песме If Loving You Is Wrong коју у оригиналу изводи Барбара Мандрел. У лето 2006. године певачица је објавила албум Whatever We Wanna, који је објављен за тржиште Сједињених Држава и Канаде. На албуму су се нашли синглови And It Feels Like, Everybody's Someone и Strong. Песме са албума су углавном поп рок и ритам и блуз жанра.
У октобру 2007. године Рајмсова је објавила девети студијски албум под називом Family, који је мешавина кантри, поп и рок музике, а укључује и песму Til We Ain't Strangers Anymore коју је певачица снимила заједно са Бон Џовијем. Family је први албум који је Рајмсова снимила, а да је писала текст за сваку нумеру. Часопис Ролинг Стоун истакао је да су песме на албуму неуједначене и дао албуму три од могућих пет звездица. Сајт AllMusic дао је албуму Family четири звездице, а истакли су да албум илуструје могућности Рајмсове и да се примети истинска снага текстописца на албуму. Водећи албумски сингл Nothin' Better to Do објављен је средином 2007. године и био је на четрнаестом месту Билбордове листе Country Chart. На албуму су изашла још два сингла и то Good Friend and a Glass of Wine и What I Cannot Change. Пре изласка албума Family, Рајмсова је сарађивала на дуету са Рибом Макентајер за њен албум Reba: Duets, који је објављен 18. септембра 2007. године. Током 2008. године Рајмсова је имала турнеју са Кенијем Чеснијем, на којој су их подржали многобројни музичари.

### 2010—данас
Рајмсова је на свом Твитер налогу објавила да ће њен нови студијски албум садржати кантри песме и да ће се звати Lady & Gentlemen.  Први албумски сингл под називом Swingin је обрада истоимене песме кантри музичара Џона Андерсона, а објављен је 8. јуна 2010. године. Дана 10. децембра 2010. године певачица је објавила други албумски сингл под називом Crazy Women, као и нове верзије песама Blue и Tonight the Bottle Let Me Down. Трећи албумски сингл под називом Give дебитовао је на шездесетом месту листе синглова у Сједињеним Државама, а објављен је у јулу 2011. године. Након тога Рајмсова је изјавила да је померено објављивање албума Lady & Gentlemen, за септембар 2011. године. Такође је навела да је њен наредни студијски албум већ готов и да ће бити објављен 2012. године. Дана 4. априла 2012. године Рајмсова је представљена на песми The Choice коју је објавио Soles4Souls као добротворни сингл, како би помогао фондацији да се купи 500.000 пари ципела деци која живе у социјално угроженим породицама. Први сингл са албума Spitfire објављен је у новембру 2012. године и носи назив What Have I Done. Ипак дошло је до промене, па је What Have I Done заменио Borrowed, као други албумски сингл, а он је објављен 18. децембра 2012. године на радио станицама. Албум  објављен је за дигитално преузимање у Уједињеном Краљевству и Аустралији, 15. априла 2013. године, на компакт диск издању у Великој Британији 22. априла 2013, а у Аустралији 22. априла исте године. У Сједињеним Државама албум је званично објављен 4. јуна 2013. године. Spitfier је последњи албум који је Рајмсова издала за издавачку кућу Curb records, а продат је у 10.798 примерака током прве недеље од објављивања. Албум је дебитовао на тридесет и шестом месту музичке листе Билборд 200.
Рајмсова је 25. маја 2014. године отпевала химну Сједињеним Држава на отварању 98. трке под називом Индијанаполис 500. У јулу 2014. године певачица је објавила три божићна ЕП-а, укључујући и ЕП One Christmas који саджри шест песама Silent Night, I Want a Hippopotamus for Christmas, Blue Christmas, Someday at Christmas, Hard Candy Christmas и White Christmas. One Christmas званично је објављен 28. октобра 2014. године. Наредни божићни ЕП под називом , певачицин најбоље оцењен божићни албум, објављен је 16. октобра 2015. године.
Дана 24. јуна 2016. године за тржиште Уједињеног Краљевства, Рајмсова је објавила синг под називом The Story, са студијског албума Remnants. Сингл је објављен на међународном нивоу у септембру 2016. године, а албум Remnants у Уједињеном Краљевству 28. октобра 2016. године. Након тога, Рајмсова се појавила у филму Логан Срећни, где је отпевала песму America the Beautiful, а њена песма  Love Is Love Is Love појавила се на саундтреку албума. Дана 20. јуна 2018. године Рајмсова је објавила ЕП под називом Re-Imagined, који садржи пет песама Can't Fight the Moonlight, "Blue, One Way Ticket, How Do I Live и песму Borrowed, на којој је гостовала Стиви Никс. У септембру 2019. године певачица је објавила албум уживо под називом Rimes: Live at Gruene Hall, а он је објављен за дигитално преузимање.

## Вокалне способности и музички стил
Глас Рајмсове је сопран, а њен вокални стил критичари су често упоређивали са Петси Клајн. Многи музички критичари тврде да је њен вокал само репродукција од Петси Клајн, док се други нису сложили са тим. AllMusic је Рајмсов вокал назвао богатим и моћним. Због њене вокалне способности, Рајмсова је упоређивана са многим тинејџерским звездама, укључујући Бренду Ли из педесетих година и Танију Такер која из седамдесетих година.
Рајмсова је истакла да су на њу делимично утицале Винода Џуд, Риба Макентајер и Барбра Страјсенд, а највише Патски Клајн. Током каријере Рајмсова је обрадила велики број песама Клајнове. Њен албум из 1999. године посвећен је Патси Клајн, а на њему се налази пет обрађених песама те певачице. Рајмсова је изјавила да је значајан утицај на њу имала и Џуди Гарланд.

## Филм и телевизија
Након што је започела везу са Ендрујем Киганом 1998. године, Рајмсова је новинарима открила да би волела да започне глумачку каријеру. Током 1998. певачица се преселила у Лос Анђелес у Калифорнији, са мајком, како би наставила глумачку каријеру. Рајмсова је након тога имала улогу у телевизијском филму Празник у твом срцу, који је заснован на књизи. За учешће у филму награђена је награду Рајзинг. Званични филмски деби Рајмсова је имала 2000. године у филу Ружни којот. Поред тога, снимила је и четири песме за филм, укључујући песму Can't Fight the Moonlight.
Године 2005. гостовала је у емисији Nashville Star, где се задржала само једну сезону, након чега се повукла. Почетком јуна 2007. године изабрана је да сними водећу песму за филм Ready For A Miracle. Рајмсова је имала улогу и у филму Good Intentions који је сниман у Атланти. Након тога имала је улогу Мег Галиган у филму Поларна светлост, који је базиран на новели Норе Робертс. Филм је имао премијеру 12. марта 2009. године. Године 2007. Рајмсова је учествовала у ТВ кантри такмичењу под називом Colgate Country Showdown.

## Дискографија
- Everybody's Sweetheart (1991)
- From My Heart to Yours (1992)
- All That (1994)
- Blue (1996)
- You Light Up My Life: Inspirational Songs (1997)
- Sittin' on Top of the World (1998)
- LeAnn Rimes (1999)
- I Need You (2001)
- Twisted Angel (2002)
- What a Wonderful World (2004)
- This Woman (2005)
- Whatever We Wanna (2006)
- Family (2007)
- Lady & Gentlemen (2011)
- Spitfire (2013)
- Today Is Christmas (2015)
- Remnants (2016)
- Live at the Gruene  (2019)

## Филмови
| Улоге Лиен Рајмс у филмовима |                                     |               |              |                      |
| Година                       | Српски назив                        | Изворни назив | Улога        | Напомена             |
| 1997.                        |                                     |               | саму себе    | Дизни канал специјал |
| 1997.                        | Празник у твом срцу                 |               | саму себе    | ТВ филм              |
| 1998.                        | Дани наших живота                   |               | Мадисон      | у 2 епизоде          |
| 1999.                        | Моеша                               |               | саму себе    | глуми и пева         |
| 2000.                        | Ружни којот                         |               | Линдси Кларк |                      |
| 2003.                        | Амерички снови                      |               | Кони Франсис | у једној епизоди     |
| 2004.                        |                                     |               | саму себе    | у једној епизоди     |
| 2041. и 2010.                |                                     |               | саму себе    | у две епизоде        |
| 2006.                        | Холи Хоби и пријатељи: Божићне жеље |               | Кели Диган   | ТВ филм              |
| 2009.                        | Поларна светлост                    |               | Мег Галиган  | ТВ филм              |
| 2009.                        |                                     |               | саму себе    | у једној епизоди     |
| 2010.                        | Добре намере                        |               | Пам          | филм                 |
| 2011.                        | Умри диво                           |               | Лана Клин    | једна епизода        |
| 2011.                        |                                     |               | Холи Витмен  | ТВ филм              |
| 2012.                        |                                     |               | саму себе    | у једној епизоди     |
| 2012.                        | Без љутње, молим                    |               | Винона       | у једној епизоди     |
| 2014.                        | Лиен и Еди                          |               | саму себе    | ријалити ТВ серија   |
| 2017.                        | Логан срећни                        |               | саму себе    | у једној епизоди     |
| 2018.                        |                                     |               | Ив Морган    | ТВ филм              |

## Књижевни радови
- Holiday in Your Heart (1997) with Tom Carter[41]
- Jag (2003)[66]
- Jag's New Friend (2004)[126]
- What I Cannot Change (2009) with Darrell Brown[127]